# Triberg im Schwarzwald

Triberg im Schwarzwald este un oraș din landul Baden-Württemberg, Germania. Cele două cartiere care formează orașul se numesc Nußbach  și Gremmelsbach. În acest oraș se găsește cea mai înaltă cascadă din Germania. Aceasta are o înălțime de peste 160 metri și cade în șapte trepte. În perioada crăciunului este iluminată de 500 000 de becuri. Localitatea deține singurul Muzeu al Pădurii Negre. Cala ferată din munții Pădurea Neagră se află în jurul orașului Triberg, are 37 de tunele și este una dintre cele mai frumoase căi ferate montane din Europa. În apropierea cascadei se află un loc de pelerinaj închinat Fecioarei Maria pentru care s-a construit în stil baroc o renumită biserică cu numele "Maria brazilor"
1. ↑   http://www.statistik.baden-wuerttemberg.de/BevoelkGebiet/Bevoelkerung/01515020.tab?R=GS326060 Lipsește sau este vid: |title= (ajutor)
2. ↑  Alle politisch selbständigen Gemeinden mit ausgewählten Merkmalen am 31.12.2018 (4. Quartal) (în germană), Statistisches Bundesamt[*], arhivat din original la 10 martie 2019, accesat în 10 martie 2019